# Església de Sant Vicent Màrtir de Guadassuar
L'Església Parroquial de Sant Vicent Màrtir de Guadassuar, a la comarca de la Ribera Alta (País Valencià) està catalogada com Bé d'interès cultural com queda constància en la Direcció General de Patrimoni cultural de la Conselleria d'Educació, Cultura i Esports de la Generalitat Valenciana, amb l'anotació ministerial número RI-51-0008314, i data d'anotació 28 de gener de 1997.

## Història
A 1341 s'aconsegueix la categoria de rectoria independent per a la primitiva església de Guadassuar, ja que abans d'aquesta data era una església sufragània depenent d'una altra d'Alzira. La documentació existent ens permet dir que des de 1401 l'advocació del temple és a Sant Vicent Màrtir. La construcció de l'edifici actual es va iniciar a partir de 1560. Es van dur a terme ampliacions i millores del temple entre 1577 i 1578 i es construeixen les façanes exteriors, tot obra del mestre picapedrer Joan Matalí, 
A 1730 Madoz documenta l'inici de la remodelació barroca que pateix l'interior de l'església, pel que podem dir que és en el segle xviii quan es realitzen les principals obres de reforma que han arribat a l'actualitat.

## Descripció
L'Església Parroquial de Sant Vicent Màrtir va ser edificada, entre al segle XVI, aprofitant les restes d'una església anterior de la qual es disposa de molt poca informació, segurament del segle xiv. Presenta una sola nau amb capelles entre els contraforts que acaben dividint l'espai interior en cinc trams. La nau central acaba en un absis pentagonal i amb coberta en volta estrellada. Per la seua banda, la coberta de la nau central és de creueria i les capelles laterals tenen voltes amb llunetes. L'estil constructiu interior és d'estil gòtic, la qual cosa contrasta amb el marcat estil renaixentista que presenta la façana principal, ja que la portada (obra del mestre Joan Matalí) és un dels millors exemples del Renaixement.
El material emprat per a la construcció és la maçoneria reforçada amb carreus en els cantons i contraforts. Després de la restauració es va veure que la plementeria de les voltes era de maó. I quan es va produir la remodelació durant el segle xviii, es va procedir a decorar les columnes, donant-los un aspecte més recarregat, presentant decoració vegetal en el terç inferior, un fust acanalat i els capitells compostos. A la segona meitat del xviii es va decorar amb un sòcol de ceràmica (obra del ceramista Vicente Navarro) tot el perímetre interior del temple. A principis del xviii (1719) es va construir o reformar la Capella de la Comunió, situada en la tercera capella del costat de l'Evangeli, presenta planta de creu grega amb cúpula central sobre un tambor, estant decorada amb pintures neobarroques que es van realitzar aproximadament a mitjan segle xx. A l'exterior es va construir una nova teulada (que té encara en l'actualitat), sobre la ja existent, de la qual, alguns autors diuen que es tractava realment d'una terrassa, teoria que estaria reforçada per la presència de gàrgoles en alguns dels contraforts. Les reformes d'aquesta època van abastar fins i tot la façana, en la qual es va afegir una rematada mixtilínia amb piràmides.
Al marge de l'edifici monumental, tenen també protecció patrimonial les mostres de ceràmica del segle xviii, les peces d'orfebreria (xvi - xviii), les escultures de la seua portada, els estucats amb àngels portant medallons i escuts del seu interior, i la col·lecció de pintura que alberga. A més, als peus del temple es troba la torre campanar de planta quadrada, que s'erigeix sobre la torre defensiva àrab de la primitiva alqueria musulmana de Guadassuar, cosa que explica el seu caràcter exempt, amb un cos de campanes amb arcs diagonals, rematat per arcs diagonals amb llanterna, finalitzat el 1911.